# Милославщино
Милославщино — деревня в Кимовском районе Тульской области России.
В рамках административно-территориального устройства является центром Милославского сельского округа Кимовского района, в рамках организации местного самоуправления входит в сельское поселение Епифанское.

## География
Расположена на реке Дон, в 32 км к югу от железнодорожной станции города Кимовска.

## Население
| 2002 | 2010 |
| ---- | ---- |
| 105  | ↗107 |

Население — 107 чел. (2010). 